# Atak terrorystyczny na szkołę w Biesłanie
Atak terrorystyczny na szkołę w Biesłanie – najkrwawszy atak terrorystyczny w historii Rosji, przeprowadzony w Biesłanie na terytorium Republiki Osetii Północnej 1 września 2004 roku, pierwszego dnia roku szkolnego. Szkoła w Biesłanie została opanowana przez grupę uzbrojonych terrorystów należących do sił czeczeńskiego dowódcy polowego Szamila Basajewa.
Teren szkoły został otoczony przez milicję i jednostki sił specjalnych. Prowadzono negocjacje z napastnikami, a po dwóch dniach, aby uniemożliwić ucieczkę terrorystom, nastąpił szturm wojsk rosyjskich. W jego wyniku zginęły 334 osoby, a ok. 700 zostało rannych, z czego 450 osób trafiło do szpitali. Zginęło też 32 napastników. Według oświadczenia prezydenta Władimira Putina w ataku zginęło 11 żołnierzy służb specjalnych, a kilkudziesięciu zostało rannych.

## Przebieg ataku

### 1 września
O 9:30 czasu lokalnego, 1 września, pierwszego dnia roku szkolnego, grupa trzydziestu trzech terrorystów przyjechała pod szkołę w skradzionej ciężarówce wojskowej Gaz-66 i zaatakowała Szkołę nr 1 w Biesłanie, do której chodzą dzieci w wieku od siedmiu do osiemnastu lat. Większość atakujących nosiła kominiarki, zaś niektórzy z nich mieli na sobie pasy z materiałami wybuchowymi (tzw. pasy szahida). Po wymianie ognia z milicją, podczas której zginęło dwóch zamachowców i jeden milicjant, napastnicy opanowali budynek szkoły, biorąc około 1181 zakładników, z czego większość miała poniżej 18 lat. W momencie ataku, w powstałym zamieszaniu, około pięćdziesięcioro z nich uciekło.
Od początku istniały wątpliwości, ilu zakładników pozostało w środku. Rząd twierdził, że jest ich tylko niewiele ponad 350, inne źródła podawały liczby nawet do 1500. Z wnętrza budynku słychać było później strzały, według niektórych mające na celu zastraszenie rosyjskich sił specjalnych. Później ustalono, że pierwszego dnia napastnicy zabili dwudziestu dorosłych zakładników płci męskiej w szkolnym korytarzu. Ich ciała zostały później wyrzucone przez okno. Jeden z porywaczy zdetonował, prawdopodobnie przypadkiem, noszony pas z materiałami wybuchowymi – zabijając siebie, drugiego porywacza i trzech zakładników.
Szkoła została wkrótce otoczona kordonem milicji, Specnazu oraz OMON-u.
Napastnicy wkrótce przemieścili zakładników na salę gimnastyczną i zaminowali budynek (agencja ITAR-TASS doniosła, że materiały wybuchowe i część broni zostały tam wniesione jeszcze w czasie lipcowych prac remontowych przed rokiem szkolnym). Aby zapobiec dalszym próbom odbicia zakładników, zagrozili, że zabiją pięćdziesięciu z nich za każdego bojownika zabitego przez milicję oraz dwudziestu za każdego rannego. Rząd rosyjski zapowiedział, że na razie nie użyje siły do uwolnienia zakładników.
Na prośbę Rosji wieczorem 1 września zwołana została narada Rady Bezpieczeństwa ONZ, której uczestnicy zażądali natychmiastowego i bezwarunkowego zwolnienia wszystkich zakładników.

### 2 września
2 września 2004 negocjacje wskazanego przez terrorystów doktora Leonida Roszala nie odniosły skutku. Napastnicy nie pozwolili na przyniesienie wody, jedzenia i leków dla zakładników, ani na wyniesienie ze szkoły ciał zabitych. Warunki w szkole pogorszyły się.
Wieczorem dwadzieścia sześć kobiet i niemowląt zostało zwolnionych po negocjacjach z byłym prezydentem Inguszetii Rusłanem Auszewem. Około 15:30 w ciągu dziesięciu minut nastąpiły dwie eksplozje. Ustalono później, że to napastnicy oddali strzały z granatników w kierunku sił specjalnych, żeby utrzymać je z dala od szkoły.

### 3 września

Plan szkoły z początkowym rozmieszczeniem rosyjskich sił specjalnych. Pojazd wysłano po ciała zakładników zabitych na początku oblężenia

Po południu 3 września napastnicy zgodzili się na usunięcie ciał z terenu szkoły przez ratowników. Kilka minut po tym, jak zespół mający usunąć ciała wkroczył do szkoły, około 13:04, napastnicy otworzyli ogień i nastąpiły dwie kolejne eksplozje. Dwóch z ratowników zginęło, pozostali uciekli przed ostrzałem. Kilka minut później grupie około trzydziestu zakładników udało się uciec z terenu szkoły, ale zostali oni ostrzelani przez napastników. Niektórzy z uciekinierów zostali ranni.
Asłanbek Asłachanow, doradca prezydenta Putina, oświadczył później, że przyczyną ostrzału i następującego po nim szturmu była spontaniczna eksplozja. Według rządowej wersji oficjalnej jedna z bomb była źle przyklejona taśmą i spadła, co było przyczyną wybuchu.
Według sprzecznego z powyższym zeznania anonimowego pracownika Ministerstwa Sytuacji Wyjątkowych strzelanina zaczęła się po tym, jak ich ciężarówka przyjechała po odbiór ciał. Zarówno on, jak i dziennikarze słyszeli strzały z broni maszynowej przed wybuchami.
Rusłan Auszew powiedział dziennikowi Nowaja Gazieta, że pierwszy wybuch spowodowany został przypadkiem przez jednego z napastników. W rezultacie uzbrojeni cywile, wśród nich ojcowie zakładników, zaczęli strzelać. W tym momencie nie strzelali jeszcze ani napastnicy, ani rosyjskie siły specjalne. Ostrzał sprawił jednak, że napastnicy stwierdzili, iż rozpoczął się szturm na szkołę, mimo zapewnień negocjatorów, że tak nie jest. Napastnicy oświadczyli wtedy ponoć, że zaczną detonować bomby, co według Auszewa było przyczyną wydania rozkazu do szturmu.
Według pół-oficjalnych śledztw (odpowiednio parlamentu osetyjskiego i członków Dumy Państwowej) i sprzecznych zeznań zakładników pierwszy wybuch spowodowany mógł być przez trafienie przez snajpera porywacza stojącego na detonatorze, albo przez pocisk rakietowy wystrzelony z dachu jednego z bloków mieszkalnych po drugiej stronie ulicy.
Wydaje się, że wtedy OMON zaczął szturm na szkołę. Wywiązała się długotrwała strzelanina, podczas której komandosi z oddziałów specjalnych próbowali dostać się do szkoły i umożliwić zakładnikom ucieczkę. Podczas całej akcji użyto także dwóch czołgów.
W lipcu 2005 roku zastępca prokuratora generalnego Rosji Nikołaj Szepel przyznał, że „Specnaz strzelał w czasie ataku z miotaczy Trzmiel”, zaraz jednak dodał, że „pociski nie były zapalające” i nie mogły spowodować pożaru (istnieją także pociski dymne RPO-D do miotaczy ognia „Trzmiel”). Wersji tej przeczą zeznania dzieci-zakładników, przedstawione we wrześniu 2005 podczas procesu Nur-Paszy Kułajewa.
Według Rosjan napastnicy zdetonowali kolejne ładunki wybuchowe, całkowicie niszcząc salę gimnastyczną. Specnaz robił dziury w ścianach budynku, aby pomóc zakładnikom w ucieczce. Około 15:00 – dwie godziny po rozpoczęciu szturmu – rosyjscy antyterroryści oświadczyli, że opanowali szkołę. Do wieczora jednak trwały walki na jej terenie, jako że trzech napastników skryło się w piwnicach szkoły z częścią zakładników. Ostatecznie zarówno trzej porywacze, jak i zakładnicy, zginęli.
Podczas walk grupa napastników (trzynastu według oficjalnych informacji) przedarła się przez wojskowy kordon i schroniła w okolicy. Wśród nich były ponoć dwie kobiety, które próbowały wtopić się w tłum w przebraniu pielęgniarek. Część z nich została przepuszczona przez kordon, gdyż podawali się za krewnych zakładników. Kilku z nich schroniło się w dwupiętrowym budynku mieszkalnym w odległości 40 metrów od sali gimnastycznej. Nie wiadomo, czy mieli zakładników. Budynek został zniszczony przez czołgi i miotacze ognia 3 września o godzinie 23:00.
Siergiej Fridinski, zastępca prokuratora generalnego, oświadczył, że 31 z 32 porywaczy zostało zabitych, zaś jeden z nich został schwytany. Jeden z rannych napastników został zabity przez ojców zakładników podczas transportu do szpitala.
Według oficjalnych danych zginęły 334 osoby, w tym 156 dzieci, zaś 700 (głównie dzieci) zostało rannych. Tuż po szturmie europejscy dziennikarze sugerowali, że liczba ofiar może przekroczyć 400, jako że 176 ludzi uznano za zaginionych. Rząd rosyjski spotkał się z krytyką mieszkańców Biesłanu, którzy po kilku dniach od ataku wciąż nie wiedzieli, czy ich dzieci żyją, czy nie.
Podczas operacji zginęło 11 antyterrorystów.

### 5 września – 7 września

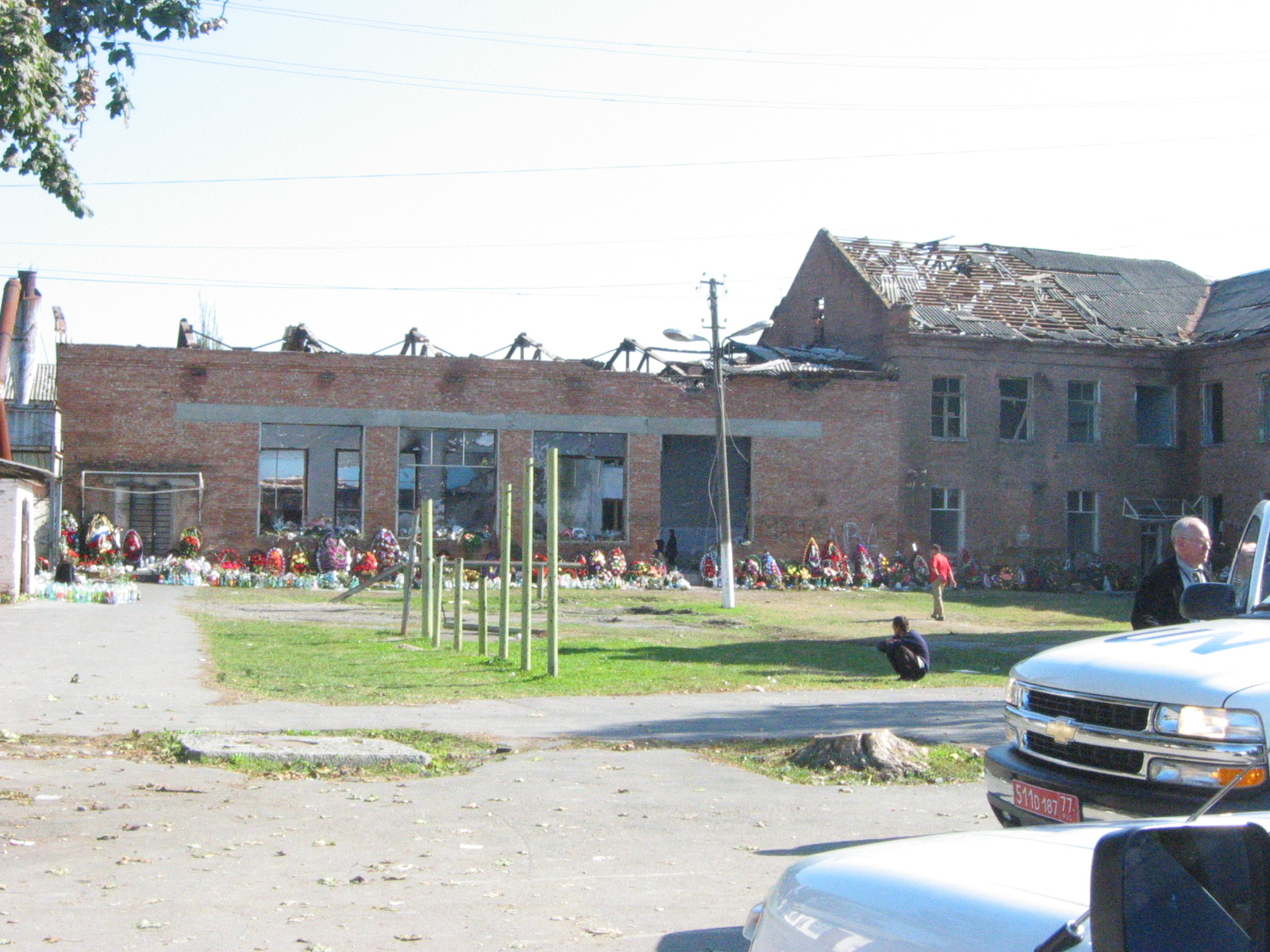
Znicze i wieńce przed salą gimnastyczną szkoły, 21 września 2004

Pogrzebane zostały pierwsze ofiary ataku w Biesłanie. Pochowano 18 z zabitych podczas ataku.
Prezydent Rosji Władimir Putin ogłosił 6 i 7 września dwudniową żałobę narodową. 7 września 135 tys. ludzi uczestniczyło w demonstracji przeciwko terroryzmowi na Placu Czerwonym w Moskwie. Zagraniczne media stwierdziły jednak, że demonstracja ta nie miała charakteru spontanicznego protestu, a była zorganizowanym wiecem poparcia dla rządów Putina, przypominającym komunistyczne pochody pierwszomajowe. Świadczył o tym fakt dokładnego dobierania demonstrantów (których m.in. dowożono autobusami na Plac Czerwony), jak i cenzurowania haseł na transparentach. Odwołano też wcześniej zaplanowane spotkanie w Niemczech prezydenta Putina z niemieckim kanclerzem Gerhardem Schröderem – przypuszczano, że ze względu na obawy Putina, iż ze strony Niemców i kanclerza będzie krytykowany za reakcje rządu rosyjskiego na kryzys w Biesłanie.

## Tożsamość napastników
17 września 2004 roku Szamil Basajew oświadczył, że to on zorganizował zamach. Wśród napastników było 12 Czeczenów, 2 Czeczenki, 9 Inguszy, 3 Rosjan, 2 Arabów, 2 Osetyjczyków, 1 Tatar, 1 Kabardyjczyk i 1 Guran. Część źródeł łączy z atakiem Jewłojewa, inguskiego zastępcę Basajewa. Przywódca powstania czeczeńskiego Asłan Maschadow potępił atak i oświadczył, że jego siły nie brały w nim udziału.

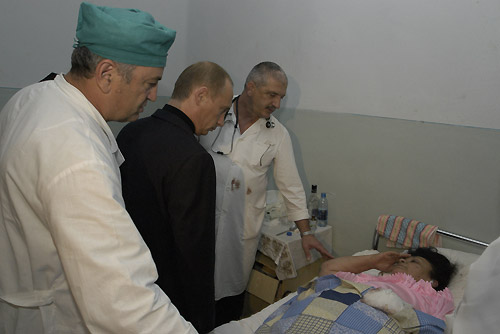
Władimir Putin odwiedza ofiary, 4 września 2004

Tożsamość większości napastników nie jest znana. Znaleziono ciała 30 spośród 33 napastników – dwóch prawdopodobnie zbiegło, zaś jeden został schwytany. Schwytano też, jak donoszą media, dwie osoby współpracujące z napastnikami. Schwytany napastnik to 24-letni Czeczen Nur-Pasza Kułajew. Według oficjalnych informacji Kułajew zeznał, że oddziałem dowodzili człowiek używający pseudonimu „Pułkownik” oraz Anatolij Chodorow, podejrzewany o udział w zamachu na pociąg Moskwa-Władykaukaz 15 maja 2004. Według Kułajewa, „Pułkownik” zastrzelił jednego z członków oddziału, który był przeciwny porywaniu dzieci. Proces Kułajewa toczący się od lata 2005 we Władykaukazie ujawnił wiele nowych szczegółów na temat ataku.
Tożsamość „Pułkownika” jest kwestią sporną. Według informacji oficjalnych jego zwłoki zidentyfikowano jako Rusłana Choczubarowa. Dane te pokrywają się ze wcześniejszymi doniesieniami niektórych mediów. Sprzeczne są jednak z oświadczeniem Basajewa, według którego grupą dowodził „pułkownik Orstchojew”. Na temat Orstchojewa nie ma żadnych danych, natomiast Choczubarow nie był z kolei dotychczas znany jako czeczeński bojownik.
W związku z obecnością Arabów rosyjski rząd podał, że komando było powiązane z Al-Kaidą. Basajew zdecydowanie temu zaprzeczył. Oświadczył, że nie ma powiązań z Al-Kaidą, a jego celem jest jedynie Rosja. Rosjanie twierdzą również, że w organizacji ataku z Basajewem współpracował też Maschadow, który jednak zdecydowanie się od niego odciął.
Relacje zakładników podkreślają okrucieństwo napastników, którzy już w pierwszych godzinach zamordowali wiele osób i dopuszczali się licznych aktów udręczania uwięzionych (stłoczenie w sali gimnastycznej, odmawianie wody, jedzenia i lekarstw, zastraszanie egzekucjami w razie sprzeciwu, zmuszanie do stania na stosach książek pod groźbą wybuchu granatu lub do wielogodzinnego siedzenia na parapetach okien). Według oficjalnych źródeł podczas ataku sił specjalnych napastnicy strzelali uciekającym uczniom w plecy, prawdopodobnie chcąc zabić jak najwięcej zakładników, choć według Basajewa jego ludzie nie strzelali do dzieci.
Kryzys w Biesłanie nastąpił po tygodniu zamachów, do których również przyznał się Basajew: eksplozji bomby na stacji metra w Moskwie (10 zabitych) i zamachach na dwa startujące z Moskwy samoloty pasażerskie, w których zginęło 89 osób.

### Żądania i cele napastników
Według przekazywanych w różny sposób informacji napastnicy domagali się:
- zwolnienia rebeliantów schwytanych podczas ataku na Inguszetię 21–22 czerwca 2004 r.;
- wycofania wojsk federalnych z Czeczenii[4];
- bezpośrednich negocjacji z prezydentami Północnej Osetii i Inguszetii;
- niepodległości Czeczenii[4].

W późniejszym okresie pojawiły się też informacje, że 3 września był gotowy do przybycia do Biesłanu separatystyczny prezydent Czeczenii Maschadow, czemu w sytuacji bezprecedensowego dotychczas zdarzenia z tak masowym udziałem dzieci nie był przeciwny prezydent Putin, co miało doprowadzić do uznania Maschadowa. Szturm i krwawe zakończenie kryzysu taką możliwość – o ile miała miejsce – uczyniło bezprzedmiotową.

## Wewnętrzne reperkusje kryzysu

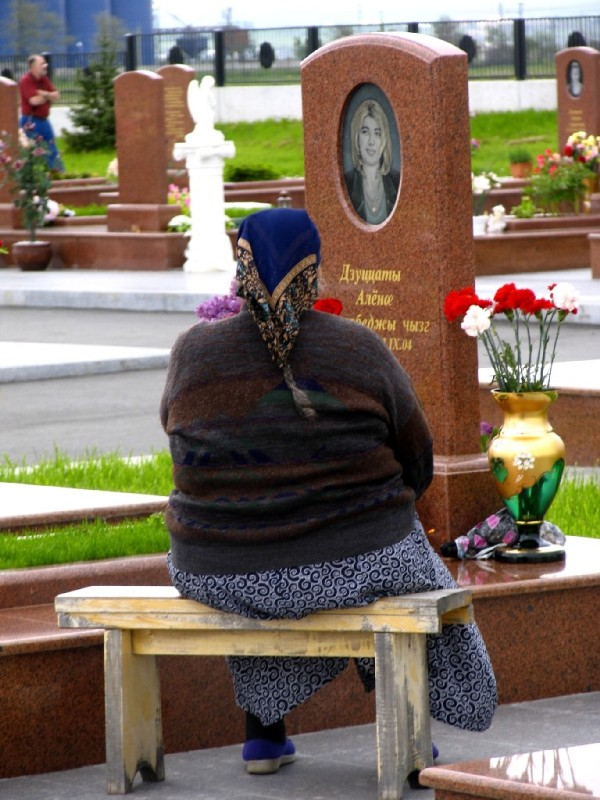
Matka jednej z ofiar ataku nad grobem córki w Biesłanie

Zdaniem niektórych ekspertów nieudana próba uratowania życia zakładników mogła mieć ogromne skutki dla administracji Władimira Putina. Pomimo wcześniejszych obietnic pokojowego rozwiązania kryzysu rosyjskie siły specjalne zostały zmuszone do rozwiązania siłowego, nie zabezpieczając jednak otoczenia (obecność tysięcy cywilów – rodzin dzieci, którzy siłą rzeczy przeszkadzali w prowadzeniu akcji i których część rzuciła się na ratunek dzieciom w chwili wybuchu strzelaniny), nie blokując ucieczki części napastników i nie potrafiąc dostarczyć spójnego opisu wydarzeń mediom. Rosyjski rząd tłumaczy się, że napastnicy pierwsi otworzyli ogień, zmuszając siły bezpieczeństwa do działania, aby ratować zakładników. Byłaby to więc w większej mierze akcja ratunkowa, a nie zorganizowana akcja antyterrorystyczna. Według Basajewa jest to kłamstwo – twierdzi on, że szturm nie został sprowokowany przez napastników.
Większość ekspertów zajmujących się antyterroryzmem ocenia działania rosyjskich służb jako nieprofesjonalne i źle zorganizowane, pomimo wystarczająco długiego czasu na przygotowania. Podkreśla się, że władze nie wyciągnęły wniosków z tragicznych wydarzeń w teatrze na Dubrowce – dotyczących zarówno operacji bojowej, jak i należytej opieki medycznej dla uwolnionych zakładników.
Z operacją w Biesłanie (jak i wcześniej na Dubrowce) związana była natężona akcja dezinformacyjna. Informacje o ataku podano w mediach rosyjskich z kilkunastogodzinnym opóźnieniem, od początku do końca zaniżano liczbę zakładników, a później ofiar. Media rosyjskie konsekwentnie twierdziły także, że napastnicy nie przedstawili żadnych żądań. Nie wyjaśniono również, skąd w pełnej wojska i milicji republice pojawiły się samochody ciężarowe z bronią i uzbrojonymi napastnikami. Według wersji Basajewa rosyjskie służby specjalne wiedziały o planowanym ataku od wprowadzonego w otoczenie Basajewa agenta, który jednak przeszedł na stronę bojowników. Rosjanie spodziewali się, że atak nastąpi w Nazraniu, gdzie przygotowano zasadzkę. Atak w bliższym Biesłanie był dla nich zaskoczeniem. Wersja ta została przedstawiona we wrześniu 2005 na łamach portalu Kavkaz Center.
Polski specjalista od szkolenia jednostek antyterrorystycznych, Marcin Kossek, podkreślił, że nawet profesjonalnym działaniom bojowym rosyjskich jednostek specjalnych (np. Alfa) towarzyszy zwykle chaos logistyczny, czego dowodem była najpierw niepotrzebna śmierć zakładników uwolnionych na Dubrowce, którym nie zapewniono na czas należnej opieki medycznej, a obecnie brak zorganizowanej opieki dla ofiar ataku na szkołę w Biesłanie, którą musiały w znacznej mierze zastąpić spontaniczne działania cywilów, przewożących rannych prywatnymi samochodami do szpitali.
Dwójka reporterów znanych z krytyki rządu nie dotarła do Biesłanu. Andriej Babicki, dziennikarz z rosyjskiego oddziału Radia Wolna Europa, został zatrzymany pod zarzutem konfliktu z ochroną na moskiewskim lotnisku Wnukowo i skazany na pięć dni aresztu. Anna Politkowska z dziennika „Nowaja Gazeta” zapadła w śpiączkę podczas lotu samolotem. Istnieją obawy, że oba te incydenty spowodowane zostały przez Federalną Służbę Bezpieczeństwa w celu uniemożliwienia im dotarcia na miejsce ataku.
Lokalnym pracownikom służby zdrowia odebrano telefony komórkowe i zabroniono opuszczać szpitale, prawdopodobnie, aby zapobiec szerzeniu się paniki. Minister spraw wewnętrznych Północnej Osetii podał się do dymisji.
Do ustąpienia ze stanowiska redaktora naczelnego gazety „Izwiestia” zmuszony został przez jej właścicieli Raf Szakirow. 4 września „Izwiestia” opublikowała zdjęcia rannych i zabitych zakładników oraz wyraziła wątpliwość w oficjalną wersję wydarzeń.
Zwiększono środki bezpieczeństwa w rosyjskich miastach, a jednocześnie oczekiwano wybuchu społecznych nastrojów antyczeczeńskich i antykaukaskich, których ostatecznie nie zanotowano.
Prezydent Putin po ataku w Biesłanie zapowiedział szereg reform. Według jego planu gubernatorzy rosyjskich okręgów, obecnie wyłaniani w bezpośrednich wyborach, będą wyznaczani przez prezydenta. System wyborów do Dumy również ma zostać zmieniony. Przywrócona zostanie kara śmierci i wzmocniony zostanie system bezpieczeństwa. Plany reform spotkały się z krytyką Stanów Zjednoczonych i krajów europejskich, a także rosyjskich liberałów. Według krytyków prezydenta Putin próbuje wykorzystać zamach w Biesłanie do wzmocnienia swojej osobistej władzy.